# Symmachia technema
Espèce
Symmachia technema est un insecte lépidoptère appartenant à la famille  des Riodinidae et au genre Symmachia.

## Taxonomie
Symmachia technema a été décrit par Hans Ferdinand Emil Julius Stichel en 1910.
Synonyme : Symmachia sagitta Kaye, 1914.

## Description
Symmachia technema est un papillon aux ailes antérieures pointues avec un bord costal convexe, et aux ailes postérieures avec l'apex et l'angle anal anguleux. Son dessus est rouge et noir. Les ailes antérieures ont la partie triangulaire allant de la base à l'angle interne rouge et tout le reste comprenant le bord externe et le bord costal noir orné de trois taches blanches, une à l'apex et deux au bord costal. Les ailes postérieures sont rouge avec une marge noire.
Le revers a la même ornementation.

## Biologie
Les émergences s'échelonnent sur toute l'année.

## Écologie et distribution
Symmachia technema est présent au Surinam, à Trinité-et-Tobago et en Guyane,.

### Protection
Pas de statut de protection particulier.